# Dignathodon microcephalus
Dignathodon microcephalus är en mångfotingart som först beskrevs av Lucas 1846.  Dignathodon microcephalus ingår i släktet Dignathodon och familjen Dignathodontidae. Inga underarter finns listade i Catalogue of Life.